# 伊勢市站

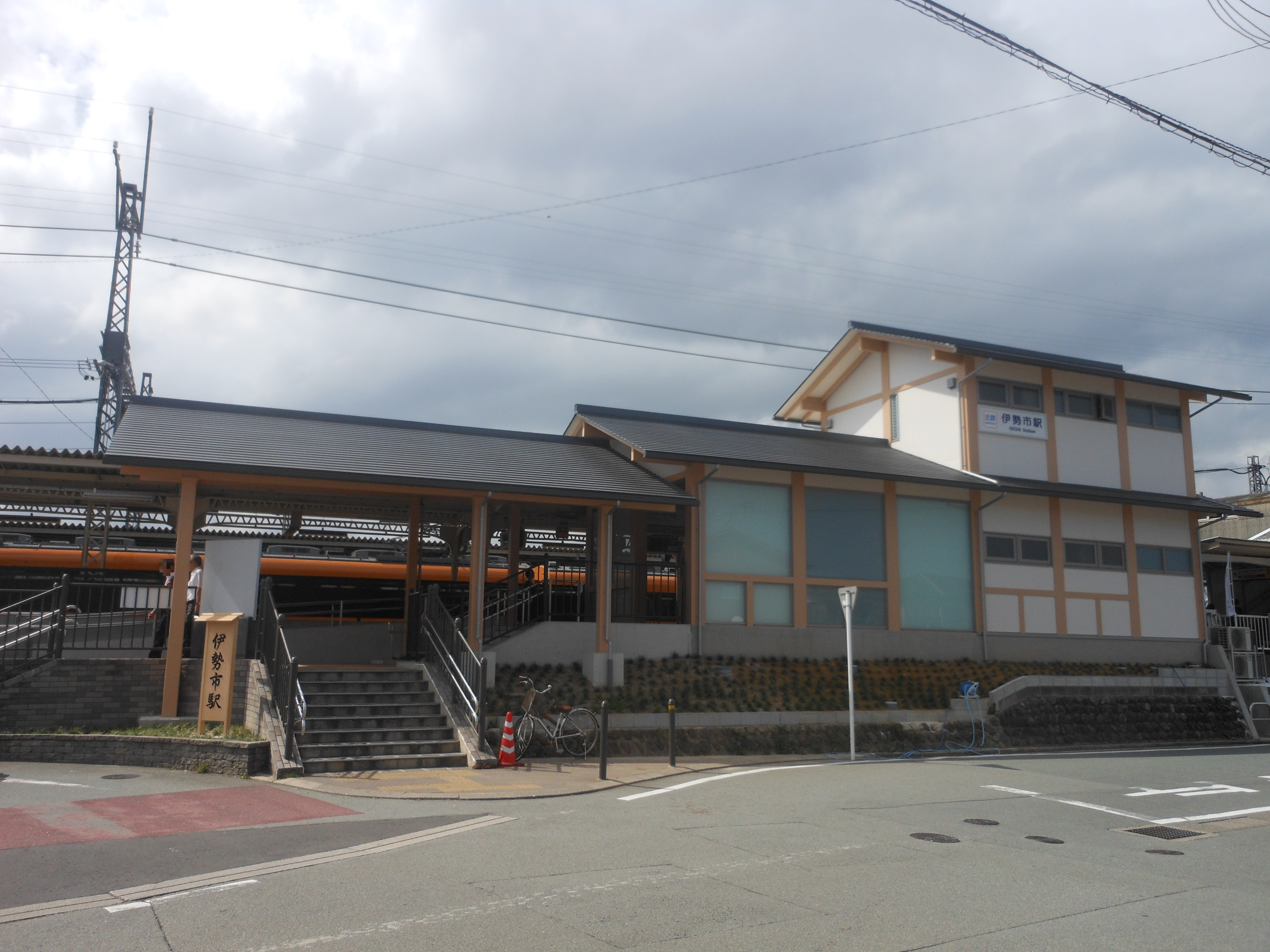
近鐵車站大樓（北出口）
2013年重建而成。

伊勢市站（日语：／ Iseshi eki */?）是位於三重縣伊勢市吹上一丁目，東海旅客鐵道（JR東海）和近畿日本鐵道（近鐵）車站。在車站編號中，近鐵為「M73」。

## 概要
為伊勢志摩的中心，伊勢市的代表車站。從古至今成為伊勢參拜的玄關口。在1905年至1961年之間，為神都線轉乘地點，轉乘此電車路線前往伊勢神宮外宮、內宮和二見浦。在近鐵鳥羽線開通前，為來往近鐵線與二見、鳥羽之間的轉乘站。
在1990年代前，設有吉之島伊勢店及三交百貨店等百貨公司及伊勢高柳商店街、伊勢銀座新道商店街等商店街，使在許多在鄰近的市町村民前往此處購買。在年終購物以及正月初詣（日本新年初拜）時，此站會特別多人使用，造成濟擁。隨後，在市郊的大型店鋪開張，吉之島伊勢店、三交百貨店等市內大型店鋪結業，使現時客源多為通勤、上學乘客。另外也有參拜客在此站下車前往車站南邊的伊勢神宮外宮，以及多為JR線與近鐵線互相轉乘的乘客，在車站前的人流不及以往多。
此外，此站前以及宇治山田站前均設有由三重交通營運的重要巴士站，設有巴士路線前往伊勢市內和市郊。同時，也設有前往池袋站（東京）、大宮站（埼玉）及YCAT（橫濱站）的夜行高速巴士站。在2015年起，WILLER EXPRESS設有高速巴士前往新宿站和川崎站。另外，部分由三重交通廢止的巴士路線中，由伊勢市社區巴士（Okage巴士）繼續運行。
上述提及，由於吉之島、三交百貨店結業使車站前的核心商業區空洞化，當地市政府開始進行空洞化對策檢討。在吉之島的地段，在2010年12月由四日市市的房地產公司發表再開發計劃，在2013年（平成25年）8月11日，於住宿、浸浴、商業為一身的綜合設施的「伊勢外宮參道 伊勢神泉」開業。在三交百貨店地段，在2013年9月前，那地段是由三重交通集團營運的收費停車場，隨後建成三交旅館，在2016年11月開業。

### 停靠路線
- JR東海参宮線
- 近鐵山田線

兩鐵路線可互相轉乘。此外，JR東海、近鐵所有定期旅客列車均停此站。
在此站乘坐近鐵線時，可使用PiTaPa（關西周遊卡協議會）及可以與PiTaPa互相使用的智能卡（IC卡）。但是，當乘坐JR東海時則不能使用。

## 歷史

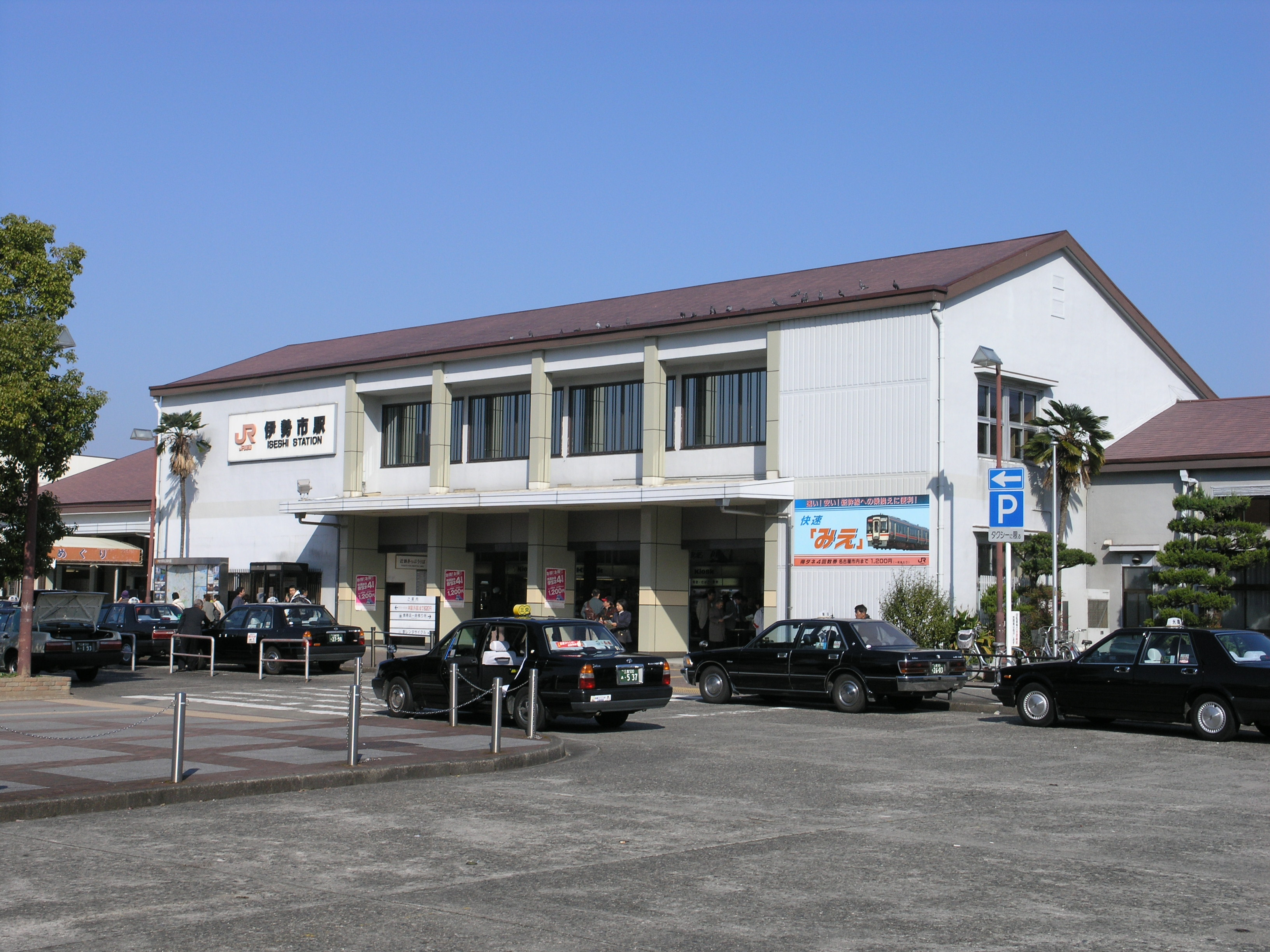
JR車站大樓（南出口，2007年）
招牌與現時的已經不同。

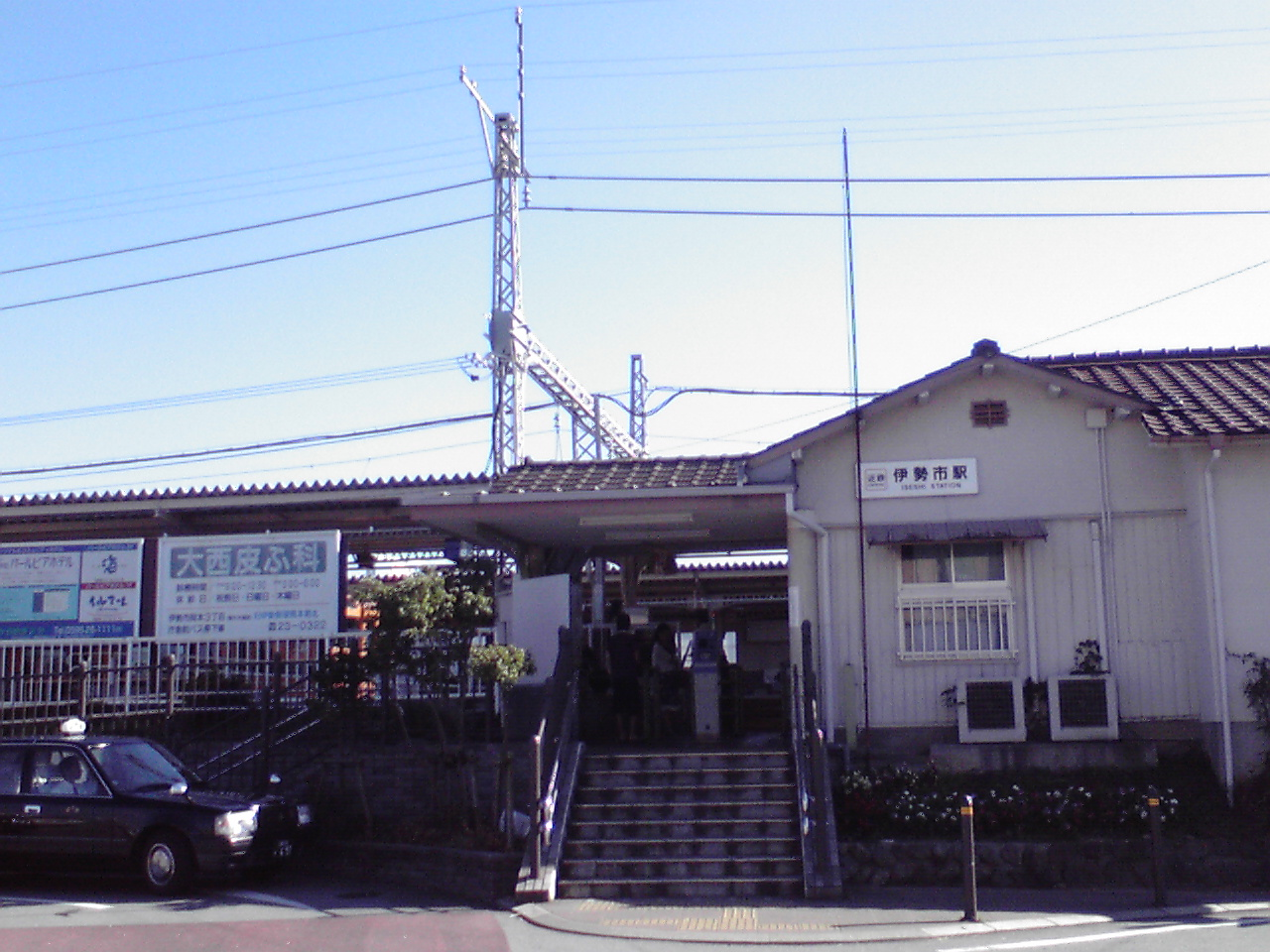
舊近鐵車站大樓（北出口，2009年）

此站為紀勢本線、参宮線的前身参宮鐵道，以「山田站」的名稱開業。車站名是源自當時車站位於宇治山田町的山田地區而命名。當宇治山田町實施市制後，宇治山田町便改名為伊勢市，在4年後，車站名稱也跟隨新市名，改名為伊勢市站。
戰前至戰後之間，國鐵站設有直通列車前往東京站和大阪站，並設定為「神都」的玄關口。
但是本來乘坐國鐵的乘客，轉移至在隨後建成的近鐵，擁有寬闊的國鐵（即後來的JR）車站變得冷清，許多乘客都聚集至狹窄的近鐵車站（但是，近鐵也設有宇治山田站）。但年，JR的客量開始慢慢上升，但是很難說是升幅顯著。

### 年表
- 1897年（明治30年）11月11日 - 参宮鐵道（現時為参宮線）宮川至山田之間開通，此站啟用，當時命名為山田站（日语：／）[2][12]。
- 1907年（明治40年）10月1日 - 参宮鐵道國有化（日语：鉄道国有法）[2][12]。
- 1909年（明治42年）
  - 2月21日 - 筋向橋（現在為山田上口）至此站之間成為複線鐵路[12]。
  - 10月12日 - 制定路線名稱。成為参宮線的車站[2][12]。
- 1911年（明治44年）7月21日 - 参宮線延伸至鳥羽站[2][12]，此站成為中途站[12]。
- 1930年（昭和 5年）9月21日 - 参宮急行電鐵（現時為近鐵山田線）外宮前站（現時為宮町站）至此站開通[3][12]。國有鐵道與参宮急行電鐵開始共構與共站。
- 1931年（昭和6年）3月17日 - 参宮急行電鐵本線延伸至宇治山田站[3]。
- 1941年（昭和16年）3月15日 - 大阪電氣軌道與参宮急行電鐵合併，關西急行鐵道成立[3]。成為國有鐵道與關西急行鐵道的共同車站。参宮急行電鐵本線的路線名改名為山田線[13]。
- 1944年（昭和19年）
  - 6月1日 - 關西急行鐵道與南海鐵道（為南海電氣鐵道的前身）合併，成為近畿日本鐵道的車站[3]，成為國有鐵道與近鐵的共同車站。
  - 8月 - 山田上口至此站之間成為單線鐵路[12]。
- 1944年（昭和19年） - 開設北出口（近近鐵的出入口）[14]。
- 1945年（昭和20年）7月29日 - 宇治山田空襲（日语：宇治山田空襲）使車站燒毀[15]。
- 1950年（昭和25年）4月15日 - 近國鐵一邊的車站大樓重建完成，舉行啟用儀式[12][16]。
- 1953年（昭和28年） - 近近鐵一邊的車站大樓（木造屋）落成[14]。
- 1959年（昭和34年） 
  - 4月18日 - 皇太子夫妻（現時為上皇明仁，上皇后美智子）前往伊勢神宮参拜，在此站下車。車站前約有35,000人聚集而做成混亂，做成3人重輕傷[17]。
  - 7月15日 - 車站改名為伊勢市站[12][18][19]。
- 1972年（昭和47年）4月1日 - 在國鐵站內設置近鐵専用的車票發售場[20]。
- 1974年（昭和49年）10月1日 - 國鐵站營業範圍修正至「旅客、行李、貨物列車」[21]。
- 1982年（昭和57年）10月1日 - 國鐵站營業範圍修正至「旅客、行李」[22]。
- 1985年（昭和60年）3月14日 - 國鐵站營業範圍修正至「旅客」[23]。
- 1987年（昭和62年）4月1日 - 伴隨國鐵分割民營化，國鐵車站由東海旅客鐵道（JR東海）營運[2]。
- 2007年（平成19年）4月1日 - 近鐵車站可以使用PiTaPa[24]。
- 2011年（平成23年）3月1日 - 車站內的無障礙設施工程完成[12]。同年，JR車站大樓進行翻新工程[12]。
- 2013年（平成25年）
  - 3月17日 - 當日實施近鐵時間表修正，甲特急開始停此站，在3月21日，「Shimakaze」開始運行，所有近鐵列車均停此站。
  - 7月19日 - 新近鐵車站大樓（為兩層的鋼鐵結構（英语：Steel frame）建築物，並打造至木造風），站前廣場落成，舉行揭幕儀式[6]。

## 車站構造

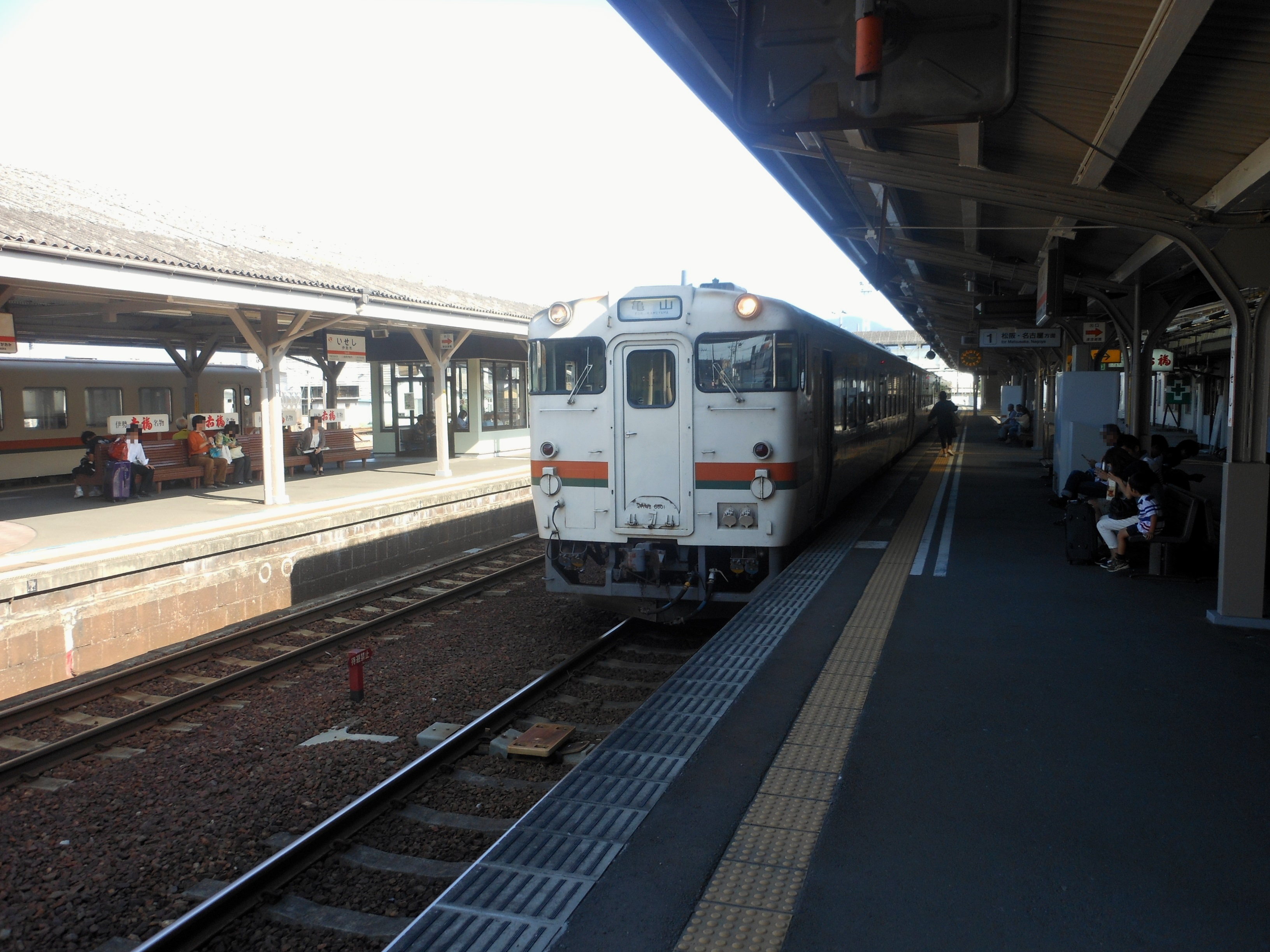
JR 1至3號月台
圖中右邊起為1號、2號、3號月台。

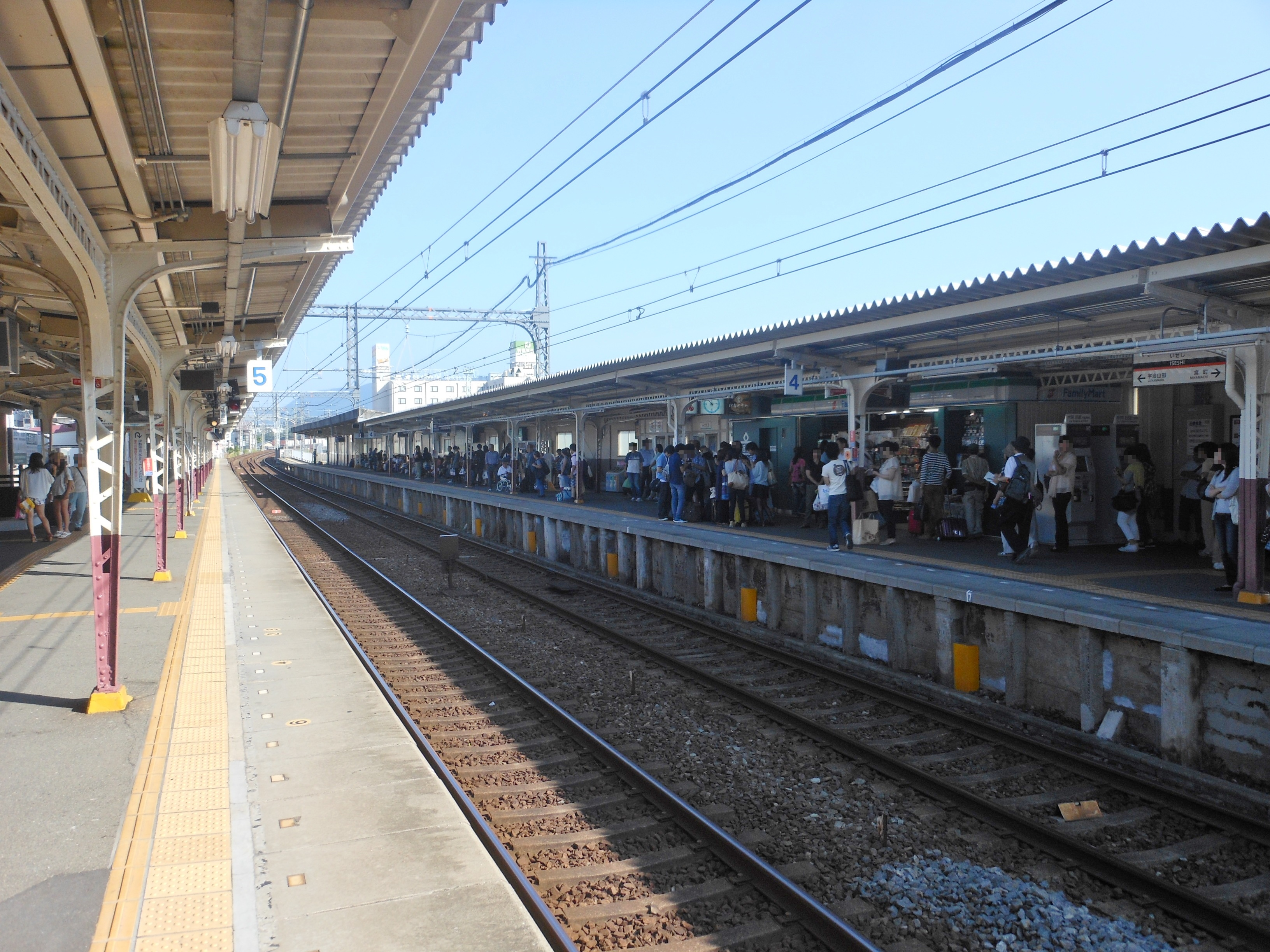
近鐵 4至5號月台
圖中右邊起為4號、5號月台。

JR與近鐵車站均為地上車站。JR車站中，為1面1線的單式月台（1號月台）和1面2線的島式月台（2、3號月台），共設有2面3線的混合式月台。在近鐵線中，為2面2線的相對式月台（4、5號月台）。設有跨站式站房連接各月台。近鐵線與JR線之間設有供JR列車晚間停泊的大型停泊場地（前伊勢車輛區）。JR與近鐵之間沒有轉乘閘機。此外，JR参宮線的1號月台為上行本線，2號月台為下行本線，3號月台是上下行列車的副本線，同時也設有夜間停泊。
JR東海車站中設有站長，為車站職員配置站（直營站）和管理站，負責管理參宮線田丸站至鳥羽站之間。另外，近鐵車站是由宇治山田站管理。

### 月台

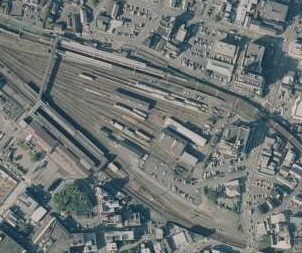
伊勢市站全景（2008年）

| JR線月台   | JR線月台   | JR線月台 | JR線月台                             | JR線月台                             |
| 月台       | 路線       | 上下行   | 行向                                 | 備註                                 |
| ---------- | ---------- | -------- | ------------------------------------ | ------------------------------------ |
| 1          | ■JR参宮線  | 上行     | 松阪、名古屋方向                     |                                      |
| 2          | ■JR参宮線  | 下行     | 鳥羽方向                             |                                      |
| 3          | ■JR参宮線  | 下行     | 鳥羽方向                             | 部分列車從此站出發                   |
| 3          | ■JR参宮線  | 上行     | 松阪、名古屋方向                     | 部分列車從此站出發                   |
| 近鐵線月台 |            |          |                                      |                                      |
| 月台       | 路線       | 上下行   | 方向                                 | 方向                                 |
| 4          | 近鐵山田線 | 上行     | 四日市、名古屋、大阪、神戶、京都方向 | 四日市、名古屋、大阪、神戶、京都方向 |
| 5          | 近鐵山田線 | 下行     | 五十鈴川（內宮前）、鳥羽、賢島方向   | 五十鈴川（內宮前）、鳥羽、賢島方向   |

### 停站列車
近鐵線
- 包括近鐵甲特急及觀光特急「Shimakaze」在內的所有定期旅客列車均停此站[28]。在2013年3月17日時間表修正前，在過往除夕通宵運輸（日语：終夜運転）中，除臨時列車外，所有甲特急通過此站。在Shimakze開始運行後，所有甲特急列車均停此站。在2013年10月5日起，觀光列車「Tsudoi」開始運行，來往此站至賢島站之間。
- 來自伊勢中川方向的快速急行及急行在此站至五十鈴川站（直通自大阪線）或鳥羽站（直通自名古屋線）之間各站停車[28]。
- 在日間，往大阪方向的乙特急與名古屋方向的乙特急各毎小時2班，急行列車直通至大阪線與直通至名古屋線各毎小時1班。普通列車 (一人控制) 毎小時2班[28]。

JR線
- 所有定期列車均停此站。
- 在早上及黃昏設有在此站為起點或終點站的普通列車和快速「三重」，也有列車在此站分離和結併。
- JR的首班列車於早上4時45分於此站出發[29]，為三重縣車站中第2早。

### 車站設備
由JR管理的車站大堂於1號月台南邊，由近鐵管理的車站大堂於5號月台北邊（共構與共站）。
- 南邊車站大堂設有JR的自動閘機（日语：自動改札機）。可接近近鐵的回數卡及PiTaPa、ICOCA等各種交通智能卡（IC卡）。但是，由於参宮線不是IC卡使用範圍，JR售票機不可使用IC卡，同時不能為IC卡增值。（近鐵的售票機可為IC卡增值）
- 北邊車站大堂設有近鐵的自動閘機（日语：自動改札機），可支援PiTaPa及ICOCA等IC卡。也設有自動補票機（日语：自動精算機）（可支援回數（日语：回数乗車券）卡及IC卡）。自動補票機也可增值IC卡。
- 兩邊的車站大堂設有櫃臺購買近鐵車票，在北邊車站大堂沒有櫃臺購買JR車票（但是，部分近鐵站的購買車票櫃臺可購買JR乘車票）。
- 兩邊的車站大堂設有櫃臺購買近鐵特急票，在南邊車站大堂設有特急票専用自動售票機。近鐵定期票方面，可於南邊的櫃台或専用自動售票機購買[30]。
  - 在從前，北出口（北邊的車站大堂）沒有地方可購買近鐵特急票，如在北出口前往乘坐近鐵特急，首購買乘車券，然後前往4號月台的特急票售票處或特急車內購買。但是在2008年2月28日，4號月台的售票處遷移至北出口，從此可於北出口購買特急票。而4號月台同時設置四日市、名古屋方向専用，以及大阪、京都方向専用的特急票自動售票機各1部（合計2部）[30]。
- 在近鐵4號月台上設有由近鐵零售營運的FamilyMart便利商店[30]。
- 兩邊的車站大堂設有廁所[30]。在2011年，在5號月台上設有多用途廁所，同年12月，5號月台上的廁所設置了抽水馬桶。此外，關閉了4號月台的廁所。
- 在2010年，開始在JR月台建設2部，在近鐵月台建設2部，共開始建設4部升降機。在同年12月上旬，近鐵月台的升降機啟用，在2011年3月1日，JR月台的升降機啟用。總工程費用達2億1000萬日圓，由國家與三重縣資助三分之一[31]。

## 利用状況
根據「三重縣統計書」，以下列出近年1日平均乘車人次，當中包含了近鐵與JR的轉乘客。
| 年度   | 國鐵、JR東海 | 近畿日本 鐵道 |
| ------ | ------------ | ------------- |
| 1969年 | 5,616        | 1,945         |
| 1997年 | 1,251        | 4,306         |
| 1998年 | 1,173        | 4,179         |
| 1999年 | 1,193        | 4,339         |
| 2000年 | 1,149        | 4,381         |
| 2001年 | 1,050        | 4,149         |
| 2002年 | 990          | 3,993         |
| 2003年 | 935          | 3,766         |
| 2004年 | 884          | 3,669         |
| 2005年 | 902          | 3,728         |
| 2006年 | 950          | 3,661         |
| 2007年 | 990          | 3,640         |
| 2008年 | 1,020        | 3,640         |
| 2009年 | 982          | 3,552         |
| 2010年 | 993          | 3,594         |
| 2011年 | 1,024        | 3,674         |
| 2012年 | 1,098        | 3,915         |
| 2013年 | 1,379        | 4,758         |
| 2014年 | 1,158        | 4,082         |
| 2015年 | 1,133        | 4,182         |
| 2016年 | 1,208        | 4,214         |
| 2017年 | 1,201        | 4,284         |

### 近鐵
- 以下會列出伊勢市站的使用狀況變遷[34][35]。
  - 一年乘車人次以人作單位。更適合用於比較年度數據。
  - 上下車人次調査結果是在任意1日記錄，以人作單位。但需注意，由於在調査日的天氣、活動等原因，使數字變動會比一年乘車人次為大。
  - 當中，最高値會使用紅色，在最高値記錄年度以後的最低値使用青色、在最高値記錄年度以前的最低値使用綠色作標記。

| 年度使用狀況（近鐵伊勢市站） | 年度使用狀況（近鐵伊勢市站） | 年度使用狀況（近鐵伊勢市站） | 年度使用狀況（近鐵伊勢市站） | 年度使用狀況（近鐵伊勢市站） | 年度使用狀況（近鐵伊勢市站） | 年度使用狀況（近鐵伊勢市站） | 年度使用狀況（近鐵伊勢市站） |
| 年 度                        | 一年乘車人次：人／年度       | 一年乘車人次：人／年度       | 一年乘車人次：人／年度       | 一年乘車人次：人／年度       | 上下車人次調査結果 人／日    | 上下車人次調査結果 人／日    | 特別事項                     |
| ---------------------------- | ---------------------------- | ---------------------------- | ---------------------------- | ---------------------------- | ---------------------------- | ---------------------------- | ---------------------------- |
| 年 度                        | 通勤定期乘客                 | 上學定期乘客                 | 其他乘客                     | 合計                         | 調査日                       | 調査結果                     | 特別事項                     |
| 1950年（昭和25年）           | 68,070                       | ←←←←                         | 435,574                      | 503,644                      |                              |                              |                              |
| 1951年（昭和26年）           | 89,070                       | ←←←←                         | 483,165                      | 572,235                      |                              |                              |                              |
| 1952年（昭和27年）           | 124,080                      | ←←←←                         | 494,976                      | 619,056                      |                              |                              |                              |
| 1953年（昭和28年）           | 138,840                      | ←←←←                         | 546,466                      | 685,306                      |                              |                              |                              |
| 1954年（昭和29年）           | 147,060                      | ←←←←                         | 534,332                      | 681,392                      |                              |                              |                              |
| 1955年（昭和30年）           | 166,590                      | ←←←←                         | 555,535                      | 722,125                      |                              |                              |                              |
| 1956年（昭和31年）           | 206,820                      | ←←←←                         | 601,126                      | 807,946                      |                              |                              |                              |
| 1957年（昭和32年）           | 230,160                      | ←←←←                         | 618,868                      | 849,028                      |                              |                              |                              |
| 1958年（昭和33年）           | 239,220                      | ←←←←                         | 647,586                      | 886,806                      |                              |                              |                              |
| 1959年（昭和34年）           | 302,370                      | ←←←←                         | 551,809                      | 854,179                      |                              |                              |                              |
| 1960年（昭和35年）           | 417,540                      | ←←←←                         | 560,924                      | 978,464                      |                              |                              |                              |
| 1961年（昭和36年）           | 460,620                      | ←←←←                         | 556,300                      | 1,016,920                    |                              |                              |                              |
| 1962年（昭和37年）           | 457,170                      | ←←←←                         | 555,434                      | 1,012,604                    |                              |                              |                              |
| 1963年（昭和38年）           | 500,010                      | ←←←←                         | 508,983                      | 1,008,993                    |                              |                              |                              |
| 1964年（昭和39年）           | 497,970                      | ←←←←                         | 502,235                      | 1,000,205                    |                              |                              |                              |
| 1965年（昭和40年）           | 514,890                      | ←←←←                         | 496,142                      | 1,011,032                    |                              |                              |                              |
| 1966年（昭和41年）           | 538,380                      | ←←←←                         | 485,968                      | 1,024,348                    |                              |                              |                              |
| 1967年（昭和42年）           | 595,200                      | ←←←←                         | 517,696                      | 1,112,896                    |                              |                              |                              |
| 1968年（昭和43年）           | 617,010                      | ←←←←                         | 648,821                      | 1,265,831                    |                              |                              |                              |
| 1969年（昭和44年）           | 674,310                      | ←←←←                         | 695,765                      | 1,370,075                    |                              |                              |                              |
| 1970年（昭和45年）           | 706,170                      | ←←←←                         | 754,889                      | 1,461,059                    |                              |                              |                              |
| 1971年（昭和46年）           | 808,140                      | ←←←←                         | 634,908                      | 1,443,048                    |                              |                              |                              |
| 1972年（昭和47年）           | 898,890                      | ←←←←                         | 698,350                      | 1,597,240                    |                              |                              |                              |
| 1973年（昭和48年）           | 1,012,530                    | ←←←←                         | 857,912                      | 1,870,442                    |                              |                              |                              |
| 1974年（昭和49年）           | 1,097,550                    | ←←←←                         | 926,359                      | 2,023,909                    |                              |                              |                              |
| 1975年（昭和50年）           | 1,060,110                    | ←←←←                         | 931,676                      | 1,991,786                    |                              |                              |                              |
| 1976年（昭和51年）           | 1,022,490                    | ←←←←                         | 915,237                      | 1,937,727                    |                              |                              |                              |
| 1977年（昭和52年）           | 989,880                      | ←←←←                         | 940,043                      | 1,929,923                    |                              |                              |                              |
| 1978年（昭和53年）           | 998,970                      | ←←←←                         | 975,345                      | 1,974,315                    |                              |                              |                              |
| 1979年（昭和54年）           | 1,024,980                    | ←←←←                         | 1,123,803                    | 2,148,783                    |                              |                              |                              |
| 1980年（昭和55年）           | 1,025,430                    | ←←←←                         | 1,104,846                    | 2,130,276                    |                              |                              |                              |
| 1981年（昭和56年）           | 1,010,160                    | ←←←←                         | 1,079,747                    | 2,089,907                    |                              |                              |                              |
| 1982年（昭和57年）           | 958,590                      | ←←←←                         | 1,046,874                    | 2,005,464                    | 11月16日                     | 11,980                       |                              |
| 1983年（昭和58年）           | 975,990                      | ←←←←                         | 1,022,510                    | 1,998,500                    | 11月8日                      | 13,018                       |                              |
| 1984年（昭和59年）           | 956,580                      | ←←←←                         | 979,118                      | 1,935,698                    | 11月6日                      | 12,721                       |                              |
| 1985年（昭和60年）           | 963,810                      | ←←←←                         | 976,824                      | 1,940,634                    | 11月12日                     | 11,500                       |                              |
| 1986年（昭和61年）           | 956,580                      | ←←←←                         | 976,161                      | 1,932,741                    | 11月11日                     | 11,357                       |                              |
| 1987年（昭和62年）           | 1,000,020                    | ←←←←                         | 931,575                      | 1,931,595                    | 11月10日                     | 11,096                       |                              |
| 1988年（昭和63年）           | 1,034,670                    | ←←←←                         | 919,867                      | 1,954,537                    | 11月8日                      | 11,187                       |                              |
| 1989年（平成元年）           | 1,056,990                    | ←←←←                         | 918,094                      | 1,975,084                    | 11月14日                     | 10,608                       |                              |
| 1990年（平成2年）            | 1,083,300                    | ←←←←                         | 939,403                      | 2,022,703                    | 11月6日                      | 10,907                       |                              |
| 1991年（平成3年）            | 1,077,720                    | ←←←←                         | 933,510                      | 2,011,230                    |                              |                              |                              |
| 1992年（平成4年）            | 999,690                      | ←←←←                         | 921,013                      | 1,920,703                    | 11月10日                     | 10,954                       |                              |
| 1993年（平成5年）            | 943,620                      | ←←←←                         | 948,427                      | 1,892,047                    |                              |                              |                              |
| 1994年（平成6年）            | 925,590                      | ←←←←                         | 874,549                      | 1,800,139                    |                              |                              |                              |
| 1995年（平成7年）            | 925,710                      | ←←←←                         | 821,874                      | 1,747,584                    | 12月5日                      | 8,514                        |                              |
| 1996年（平成8年）            | 875,790                      | ←←←←                         | 811,567                      | 1,687,357                    |                              |                              |                              |
| 1997年（平成9年）            | 818,130                      | ←←←←                         | 753,604                      | 1,571,734                    |                              |                              |                              |
| 1998年（平成10年）           | 797,550                      | ←←←←                         | 727,685                      | 1,525,235                    |                              |                              |                              |
| 1999年（平成11年）           | 794,760                      | ←←←←                         | 793,116                      | 1,587,876                    |                              |                              |                              |
| 2000年（平成12年）           | 791,730                      | ←←←←                         | 807,104                      | 1,598,834                    |                              |                              |                              |
| 2001年（平成13年）           | 746,430                      | ←←←←                         | 767,614                      | 1,514,044                    |                              |                              |                              |
| 2002年（平成14年）           | 724,470                      | ←←←←                         | 733,277                      | 1,457,747                    |                              |                              |                              |
| 2003年（平成15年）           | 676,200                      | ←←←←                         | 702,100                      | 1,378,300                    |                              |                              |                              |
| 2004年（平成16年）           | 686,250                      | ←←←←                         | 652,723                      | 1,338,973                    |                              |                              |                              |
| 2005年（平成17年）           | 712,320                      | ←←←←                         | 648,499                      | 1,360,819                    | 11月8日                      | 6,476                        |                              |
| 2006年（平成18年）           | 729,150                      | ←←←←                         | 606,841                      | 1,335,991                    |                              |                              |                              |
| 2007年（平成19年）           | 721,800                      | ←←←←                         | 610,690                      | 1,332,490                    |                              |                              |                              |
| 2008年（平成20年）           | 726,330                      | ←←←←                         | 602,347                      | 1,328,677                    | 11月18日                     | 6,306                        |                              |
| 2009年（平成21年）           | 701,190                      | ←←←←                         | 595,538                      | 1,296,728                    |                              |                              |                              |
| 2010年（平成22年）           | 699,990                      | ←←←←                         | 612,132                      | 1,306,122                    | 11月9日                      | 6,360                        |                              |
| 2011年（平成23年）           | 695,220                      | ←←←←                         | 649,617                      | 1,344,837                    |                              |                              |                              |
| 2012年（平成24年）           | 717,780                      | ←←←←                         | 711,158                      | 1,428,938                    | 11月13日                     | 6,626                        |                              |
| 2013年（平成25年）           | 722,340                      | ←←←←                         | 1,014,209                    | 1,736,549                    |                              |                              |                              |
| 2014年（平成26年）           | 703,860                      | ←←←←                         | 786,242                      | 1,490,102                    |                              |                              |                              |
| 2015年（平成27年）           |                              | ←←←←                         |                              |                              | 11月10日                     | 7,681                        |                              |
| 2016年（平成28年）           |                              | ←←←←                         |                              |                              |                              |                              |                              |
| 2017年（平成29年）           |                              | ←←←←                         |                              |                              |                              |                              |                              |
| 2018年（平成30年）           |                              | ←←←←                         |                              |                              | 11月13日                     | 7,727                        |                              |

## 車站周邊
北出口
- 英心高等學校（日语：英心高等學校）
- 伊勢市立厚生中學校（日语：伊勢市立厚生中學校）

南出口
- 伊勢神宮豐受大神宮（外宮）
- 茜社（日语：茜社）
- 月夜見宮（日语：月夜見宮）、高河原神社（日语：高河原神社）
- 伊勢市立厚生小學（日语：伊勢市立厚生小學）
- 伊勢市政廳
- 伊勢税務署
- 近鐵宇治山田站
- 三交旅館（日语：三交イン）伊勢市站前
- 三重銀行（日语：三重銀行）伊勢分店
- 三菱日聯銀行伊勢分店
- 桑名三重信用金庫（日语：桑名三重信用金庫）伊勢分店
- 伊勢外宮前郵局
- 三重縣道37號鳥羽松阪線（日语：三重県道37号鳥羽松阪線）（在10月舉行的伊勢節（日语：伊勢まつり）會場。）

## 巴士路線
伊勢市站前巴士乘車場位於南出口（JR車站大堂）。在北出口（近鐵車站大堂）行步數分鐘到達伊勢市站北口巴士站。
三重交通
- 1號乘車場
  - 01、60、62、70系統 伊勢紅十字醫院（日语：伊勢赤十字病院）
  - 12系統 土路
  - 13系統 有瀧（由三交伊勢志摩交通（日语：三交伊勢志摩交通）運行）
- 2號乘車場
  - 02系統 宮川中學（日语：伊勢市立宮川中学校）
  - 07・08系統 大倉Uguisu台
  - 20系統 早馬瀨口（經世古）
- 3號乘車場
  - 23系統 玉城町役場（由三交伊勢志摩交通運行）
  - 25系統 上田口
  - 25系統 注連指（經度會町政廳前）
  - 25系統 田間（經度會町政廳前）
  - 26系統 中村（經度會町政廳前）
  - 31系統 道方
  - 31系統 中村（經圓座）
  - 80系統 五所（日语：五ヶ所浦）
- 4號乘車場
  - 東京高速（日语：大宮・東京 - 鳥羽・南紀線） 西武巴士大宮營業所（日语：西武バス大宮営業所）（立川站北出口、Busta新宿、池袋站東出口、大宮站西出口）
  - 東京高速 西武巴士大宮營業所（經YCAT（日语：YCAT）（橫濱站）、池袋站東出口、大宮站西出口）
  - 津伊勢空港連絡線 中部國際機場 ※在津Nagimachi（日语：津なぎさまち）轉乘飛翔船（日语：津エアポートライン）
- 5號乘車場
  - （沒有定期巴士班次使用，三重交通的遊覽車「三交Paruk」使用）
- 6號乘車場
  - 現時沒有這個乘車場
- 7號乘車場
  - 01、02系統 浦田町 （經宇治山田站前）
  - 07系統 AEON伊勢店（日语：伊勢ショッピングセンター）（經山商口（日语：三重県立宇治山田商業高等学校））
  - 08系統 AEON伊勢店（經松尾觀音）
  - 12系統 今一色
  - 13系統 AEON伊勢店（經伊勢Topia）（由三交伊勢志摩交通運行）
  - 13系統 AEON伊勢店（經伊勢學園前（日语：伊勢学園高等学校））（由三交伊勢志摩交通運行）
- 8號乘車場
  - 03系統 大湊（日语：大湊 (伊勢市)）
  - 03系統 大湊（Lala Park（日语：イオンタウン伊勢ララパーク））
  - 04系統 一色町（經Lala Park）
  - 41系統 鳥羽（經宇治山田站前）
- 9號乘車場
  - 60系統 御座港（日语：志摩町御座#御座漁港）
  - 60系統 御座港 （經志摩醫院）
  - 60系統 御座港 （經畔名丸岡）
  - 62系統 御座港（經山商口、畔名丸岡）
  - 70系統 宿浦
- 10號乘車場
  - CAN巴士（日语：伊勢二見鳥羽周遊バス） 鳥羽巴士中心、鳥羽水族館
  - 51系統 內宮前（經徴古館前）
  - 55系統 內宮前（經廳舍前）
  - 電車型巴士「神都巴士」 內宮前（部分由51系統、55系統運行）
- 11號乘車場
  - 東京高速 鳥羽巴士中心（只限下車）
  - 津伊勢空港連絡線 内宮前（只限下車）

伊勢市社區巴士「Okage巴士」
- 辻久留、藤里路線
  - 宇治山田站前（經伊勢市政廳、三鄉山）
  - 宇治山田站前

WILLER EXPRESS
- 11號乘車場
  - 川崎站（經Busta新宿）

## 相鄰車站
東海旅客鐵道（JR東海）
参宮線
- 快速「三重」停車站

■普通
山田上口站 - 伊勢市站 - 五十鈴丘站
近畿日本鐵道
 山田線
- □特急停車站

阪伊甲特急「伊勢志摩Liner」（往賢島方向車次）
鶴橋（A04/D04）﹣伊勢市站 （M73）﹣宇治山田站（M74）
阪伊甲特急「伊勢志摩Liner」（往鳥羽方向車次），觀光特急「Shimakaze」阪伊、京伊系統
大和八木（B39/D39）﹣伊勢市站 （M73）﹣宇治山田站（M74）
名伊甲特急「伊勢志摩Liner」
津（E39）﹣伊勢市站 （M73）﹣宇治山田站（M74）
觀光特急「Shimakaze」名伊系統
近鐵四日市（E21）﹣伊勢市站 （M73）﹣宇治山田站（M74）
阪伊、名伊乙特急，京伊特急， ■快速急行（此站往宇治山田方向為各站停車）
松阪站（M64）﹣伊勢市站 （M73）﹣宇治山田站（M74）
■急行（此站往宇治山田方向為各站停車）
松阪站（M64）﹣（部分停宮町站（M72））﹣伊勢市站（M73）﹣宇治山田站（M74）
■普通
宮町站（M72）﹣伊勢市站（M73）﹣宇治山田站（M74）

## 注腳
1. 1 2 3 4 5  朝日新聞出版（2014）：28頁
2. 1 2 3 4 5 6  曾根悟（監修）. 朝日新聞出版分冊百科編集部（編集） , 编. . 朝日百科週刊. 25號 紀勢本線・参宮線・名松線. 朝日新聞出版. 2010-01-10: 24–25.
3. 1 2 3 4 5  曾根悟（監修）. 朝日新聞出版分冊百科編集部（編集） , 编. . 朝日百科週刊. 2號 近畿日本鐵道 1. 朝日新聞出版. 2010-08-22: 18–23.
4. 1 2
5. 1 2  . 伊勢新聞. 2013-07-20  [2013-09-28]. （原始内容存档于2020-02-16）.
6. 1 2 3 4  平賀（2013）：12頁
7. ↑  渡邊大地「JR伊勢市駅前 再開発事業の大幅縮小検討 民間事業者、採算を考慮」2011年4月29日付、中日新聞晨報，三重版22頁
8. ↑  株式会社PLEASURE ONE. . 財經新聞. 2013-09-17  [2013-09-28]. （原始内容存档于2013-10-02）.
9. ↑  . CHUNICHI Web (中日新聞社). 2014-12-12  [2015-01-05]. （原始内容存档于2014-12-13）.
10. ↑   (PDF) (新闻稿). 三重交通. 2014-12-11  [2015-01-05]. （原始内容存档 (PDF)于2015-01-09）.
11. 1 2 3 4 5 6 7 8 9 10 11 12 13 14 15  平賀（2013）：13頁
12. ↑  近畿日本鐵道株式會社. . 近畿日本鐵道. 2010-12: 156. 全國書籍編號：21906373.
13. 1 2  . 中日新聞 晨報 三重版. 2010-11-04: 10.
14. ↑  三重県歴史教育者協議會 編『三重の戦争遺跡 増補改訂版』Tsumugi出版，2006年8月15日 314p. ISBN 4-87668-151-1 （241頁後）
15. ↑  . 伊勢新聞. 1950-04-07: 2.
16. ↑  朝日新聞出版（2013）：29頁
17. ↑  1959年（昭和34年）7月9日日本國有鐵道公告第248號「紀勢東線三木里・紀勢西線新鹿間鉄道の完成に伴う一般運輸営業の開始その他について定める件」
18. ↑  今尾惠介（監修）.  8 關西1. 新潮社. 2008: 32. ISBN 978-4-10-790026-5.
19. ↑  . 中日新聞 晨報 伊勢志摩版. 1972-03-28: 9.
20. ↑  1974年（昭和49年）9月12日日本國有鐵道公告第208號「駅の営業範囲の改正」
21. ↑  1982年（昭和57年）9月30日日本國有鐵道公告第113號「駅の営業範囲の改正」
22. ↑  1985年（昭和60年）3月12日日本國有鐵道公告第181號「駅の営業範囲の改正」
23. ↑   (pdf) (新闻稿). 近畿日本鐵道. 2007-01-30  [2016-03-13]. （原始内容存档 (PDF)于2016-08-07）.
24. ↑  『HAND BOOK 2010』，近畿日本鐵道綜合企劃部編寫，2010年9月
25. ↑  『国土交通省「国土画像情報（カラー空中写真）」（來源：國土地理院地圖，航空照片瀏覽服務） （页面存档备份，存于）』
26. 1 2  使用站內時間表。可參考JR東海官方網站的各站時間表 （页面存档备份，存于）（日語）（2015年1月至今）。
27. 1 2 3  近鐵時間表2018年3月17日時間表修正號、p.150 - p.157・p.162 - p.184・p.308 - p.315・p.320 - p.342
28. ↑  JR東海.  (PDF). JR東海. JR東海. 2019年3月16日  [2020年2月16日]. （原始内容 (PDF)存档于2020年2月16日）.
29. 1 2 3 4  近鐵時間表2018年3月17日時間表修正號，p.70 - p.87
30. ↑  『伊勢新聞』2011年3月1日 JR伊勢市駅エレベーター 連絡路に手すりも設置[]
31. ↑  三重縣統計年鑑（昭和31年度） 75 三重縣下國有鐵道旅客、貨物輸送狀況（昭和31年度）、[永久]、三重縣編、Page164
32. ↑  三重縣統計年鑑（昭和31年度） 77 近畿日本鐵道（昭和31年度）、[永久]、三重縣編、Page178
33. ↑  各年度三重縣統計書
34. ↑  近鐵PR手冊「きんてつ」
35. ↑  . 近畿日本鐵道.   [2016-09-01]. （原始内容存档于2016-08-07）.[]
36. ↑  駅別乗降人員 山田線 （页面存档备份，存于） - 近畿日本鐵道
37. ↑  伊勢市駅前 （页面存档备份，存于） - 三重交通